# Svenska landskapsstenar
Vart och ett av de 25 svenska landskapen har en landskapssten (landskapsbergart), en bergart som kan anses som karakteristisk för landskapet.  Landskapsstenarna utsågs 1989 av Sveriges geologiska undersökning efter förslag från berggrundsgeologer.
| Landskap      | Sten                       | Bild |
| ------------- | -------------------------- | ---- |
| Blekinge      | Kustgnejs                  |      |
| Bohuslän      | Bohusgranit                |      |
| Dalarna       | Dalaporfyr                 |      |
| Dalsland      | Kvartsit                   |      |
| Gotland       | Hoburgskalksten            |      |
| Gästrikland   | Gävlesandsten              |      |
| Halland       | Charnockit                 |      |
| Hälsingland   | Dellenit                   |      |
| Härjedalen    | Tännäsögongnejs            |      |
| Jämtland      | Täljsten                   |      |
| Lappland      | Apatitjärnmalm             |      |
| Medelpad      | Alnöit                     |      |
| Norrbotten    | Gabbro                     |      |
| Närke         | Dolomitmarmor              |      |
| Skåne         | Flinta                     |      |
| Småland       | Röd växjögranit            |      |
| Södermanland  | Granatådergnejs            |      |
| Uppland       | Hälleflinta                |      |
| Värmland      | Kyanitkvartsit             |      |
| Västerbotten  | Kopparkismalm              |      |
| Västergötland | Platådiabas                |      |
| Västmanland   | Kvartsbandad blodstensmalm |      |
| Ångermanland  | Nordingrågranit            |      |
| Öland         | Ortocerkalksten            |      |
| Östergötland  | Kolmårdsmarmor             |      |